# آنیالان‌کسکی
آنیالان‌ْکُسْکی (به فنلاندی: Anjalankoski) یک منطقهٔ مسکونی در فنلاند است که در کوولا واقع شده‌است. آنیالان‌کسکی ۷۵۲٫۹۲ کیلومتر مربع مساحت و ۱۶٬۳۷۹ نفر جمعیت دارد.